# Bleeksnavelovenvogel
De bleeksnavelovenvogel (Furnarius torridus) is een zangvogel uit de familie Furnariidae (ovenvogels).

## Verspreiding en leefgebied
Deze soort komt voor langs de westelijk Amazone en zijn zijrivieren in Brazilië, Peru en Ecuador.

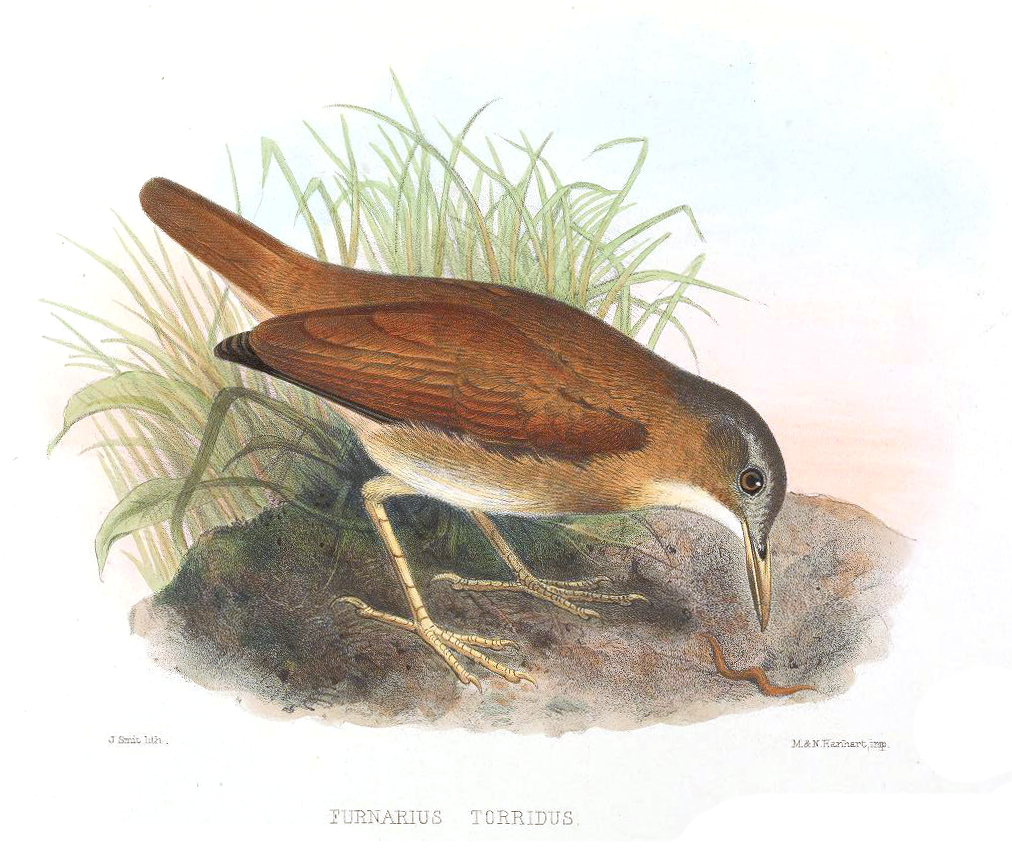

## Status
De grootte van de populatie is niet gekwantificeerd maar de soort wordt omschreven als vrij algemeen. Op de Rode lijst van de IUCN heeft deze soort de status niet bedreigd.